# Канадски щит
Канадски щит (на английски: Canadian Shield) се нарича откритата част от континенталната кора в основата на Северна Америка.
Кората, известна също като Северноамериканска плоча, се състои от скали от архейската и протерозойската ера и се простира от Мексико до Гренландия. Канадската част на щита се простира от централно Онтарио на север до Арктическия архипелаг и от Лабрадор на запад към Северозападните територии. Щитът се състои от някои от най-старите скали на Земята (може би на повече от 4 милиарда години).
В югоизточната част са разположени Лорънсийските възвишения с Лорънсийските планини.
Канадският щит покрива площ от около 5 милиона km2. Ледниците през последния ледников период са набраздили неговата повърхност, способствайки образуването на безброй езера, реки и потоци.
Произходът и възрастта на щита дълго време е мистерия за канадските геолози. Най-старите скали на Канада (3,96 милиарда години) са открити на изток от Голямото мече езеро.
Щитът играе огромна роля в канадската история, установяване и икономическо развитие. Преди идването на европейците той е дом на някои алгонкински народи, които изработват канута от брезова кора, за да пътуват по неговите безброй езера и реки.
Голите скали, слабите почви и торфени блата възпрепятстват заселването на Щита, въпреки че днес играе отромна роля в икономиката на Канада със своите природни богатства. В него се добиват злато, сребро, никел, кобалт, цинк, мед и желязна руда. Безкрайните иглолистни гори и водноелектрическата енергия поддържат печеливша целулозно-хартиена промишленост. Гигантски енергийни мощности при Чърчил Фолс в Лабрадор, на Джеймс Бей в Квебек, на Кетъл Рапидс в Манитоба и на други места, захранват с електричество урбанизираната южна част на Канада.